# Gippsicola raleighi
Gippsicola raleighi is een spinnensoort in de taxonomische indeling van de zesoogspinnen (Segestriidae).
Het dier behoort tot het geslacht Gippsicola. De wetenschappelijke naam van de soort werd voor het eerst geldig gepubliceerd in 1900 door Henry Roughton Hogg.